# Вестхоуп
Вестхоуп (енгл. Westhope), позната и као Кућа Ричарда Лојда Џоунса (енгл. Richard Lloyd Jones House), јесте кућа на адреси 3704 Јужна Бирмингем авенија у насељу Мидтаун у Талси, Оклахома, Сједињене Америчке Државе. Пројектовао ју је Френк Лојд Рајт, а довршена је 1931. године за његовог рођака Ричарда Лојда Џоунса, издавача новина Талса трибјун. Вестхоуп је једна од три зграде које је Рајт пројектовао у Оклахоми и понекад се наводи као једина Рајтова кућа од текстилних блокова изграђена изван Калифорније. Грађевина је уписана у Национални регистар историјских места.
Вестхоуп је двоспратна грађевина на равном преријском земљишту које се простире на око 0,8 хектара. Имање обухвата кућу за госте, гаражу, травњаке, базен и језерце. Текстилни блокови Вестхоупа распоређени су у вертикалним стубовима, који су међусобно причвршћени металним арматурним шипкама и немају украсе. Стубови од текстилних блокова смењују се с вертикалним стакленим пољима са 5.200 стаклених панела који покривају готово половину спољашњости грађевине. Наводи се да кућа има пет или шест спаваћих соба и један је од највећих Рајтових пројеката кућа. Простори су уређени по отвореном плану, пресецајући се под углом од 90 степени, и украшени су текстилним блоковима. Кућа је била контроверзна када је довршена, а неки посматрачи су је поредили са стакленом кућом или затвором.
Рајт је неформално разговарао о плановима за кућу с Џоунсовима током 1928, а Џоунс му је касније те године послао списак спецификација. Након што је Рајт ревидирао планове, Џоунс је ангажовао Пола Милера као главног извођача радова за кућу Џоунс, а изградња је почела 1930. године. Грађевина је премашила првобитни буџет за изградњу, с коначним трошком од 100.000 долара. Џоунс је умро у својој кући 1963, а његова удовица ју је продала локалном архитекти М. Марију Макану, који ју је реновирао. Вестхоуп је касније продат породици Нелсон 1982, породици Холден крајем 1980-их и породици Тајсон 1993. године. Након што је пропала, кућу је 2021. купио инвеститор Стјуарт Прајс, који ју је реновирао.

## Локација
Кућа Ричарда Лојда Џоунса налази се на адреси 3704 Јужна Бирмингем авенија у насељу Мидтаун у Талси, Оклахома, Сједињене Америчке Државе. Локација се простире на скоро 0,8 хектара и налази се на равној прерији. Када је кућа изграђена, била је окренута према реци Арканзас, а могла се видети из долине реке Арканзас с удаљености до 64 km. Оно што је данас Turkey Mountain Urban Wilderness Area, преко реке на југозападу, такође је било видљиво из куће. Имање укључује кућу за госте од 800 sq ft (74 m2), која има дневни боравак с трпезаријом, купатило, и две спаваће собе. На имању се такође налази гаража, за коју се наводи да има капацитет за четири или пет аутомобила. Ту су и језерце с кои шаранима, травњак и базен, поред радионице, баштенске собе и поплочаних дворишта.

## Архитектура
Кућа Џоунс, изграђена за породицу издавача новина Ричарда Лојда Џоунса, понекад је позната као Вестхоуп или Велика кућа. То је једна од три грађевине које је Френк Лојд Рајт (Џоунсов рођак) пројектовао у Оклахоми, док су друге две Кућа Харолда Прајса Млађег и Прајс тауер у Бартлсвилу. Вестхоуп се такође понекад наводи као једина Рајтова кућа од текстилних блокова изграђена изван Калифорније, где је 1920-их пројектовао кућу Милард, кућу Сторер, кућу Фриман и кућу Енис. Током своје каријере, Рајт је ретко користио орнаменталне мотиве у својим пројектима, а калифорнијске куће су биле изузетак од овог правила; један писац је рекао да је „од куће Џоунс надаље, орнаментика у Рајтовим зградама постајала све чистија архитектура”.

### Спољашњост
Различити делови спољашњости варирају у висини од једног до два спрата, а фасада је рашчлањена тако да су неке од унутрашњих просторија визуелно одвојене од остатка куће. Слично као код Рајтових калифорнијских кућа, текстилни блокови Вестхоупа су причвршћени металном арматуром, а не малтерским спојницама које су се користиле у тадашњим зиданим зградама. Текстилни блокови се смењују с вертикалним стакленим пољима, која су исте ширине као и стубови од текстилних блокова.McCarter 1997, стр. 180.Рајт је раније користио такав дизајн, са смењујућим стакленим пољима и бетонским стубовима, у дневној соби куће Милард. Сви бетонски блокови Вестхоупа имају уграђене мрље пигмента, за разлику од необојених блокова Рајтових калифорнијских кућа, иако је Рајт раније у два наврата разматрао употребу пигментираних блокова. Блокови се описују као да имају жуту или „оклахомско ружичасту” нијансу. Подне плоче су закошене и нису видљиве на фасади.
Блоковима Вестхоупа недостају декоративне гравуре и широки су 20 in (51 cm); различито се наводи да су дуги 10 in (25 cm) или 15 in (38 cm). Блокови се разликују од оних на калифорнијским кућама, где су коришћени блокови димензија 16 by 16 in (41 by 41 cm) у пречнику, с угравираним шарама. Архитектонски писац Роберт Макартер цитирао је другог коментатора који је рекао да већи блокови Вестхоупа „производе парадоксално смањење привидне масе”. Спољни зидови су направљени од два слоја текстилних блокова, а сваки блок има жлебове у које се умеће метална арматура. Водоотпорни цемент се сипа у спојнице између сваког блока. Поред тога, постоји асфалтни фурнир дуж унутрашњих страна спољашњег слоја блокова, за који је Рајт веровао да ће бити водоотпоран и ватроотпоран. Спољни блокови су направљени помоћу металних калупа са шаркама. Кућа има 5.200 стаклених панела који покривају готово половину спољашњости грађевине, који су распоређени у тракама ширине 51 cm. Прозорски панели су распоређени у мрежама, а неки делови фасаде су у потпуности од стакла. Мреже се састоје од бакарних оквира с покретним или фиксним стакленим панелима који се отварају ка споља. Према Рајту, покретни прозори би олакшали грејање и хлађење зграде. Прозорски оквири се држе на месту помоћу вертикалних жлебова угравираних у блокове. Вертикални детаљи дизајна фасаде Вестхоупа значајно су се разликовали од Рајтовог претходног рада у преријском стилу, који је био хоризонтално оријентисан, с равним крововима и хоризонталним тракама прозора.

### Унутрашњост
Наводи се да кућа има пет или шест спаваћих соба.Gill 1987, стр. 334. Има пет купатила, укључујући једно делимично купатило. Простире се на отприлике 10.400 sq ft (970 m2), што је чини једном од највећих кућа које је Рајт икада пројектовао. Простори су подељени на два спрата и распоређени су на мрежи величине 5 ft (1,5 m). Упркос великој величини куће, унутрашњи простори су уређени тако да стварају угодан амбијент.

#### Материјали
Бетонске подне плоче су изливене на лицу места. Просторије су одвојене преградним зидовима до пола висине. требало је да дају кући отворенији осећај. Унутрашњи зидови су направљени од обичних текстилних блокова, док су плафони направљени од касетираних текстилних блокова с узоркованим фасцијама, формирајући мрежу. Мрежа на плафону није била део првобитног плана, који је предвиђао бетонске плафонске греде на размаку од 2 ft (0,61 m). Перфорирани блокови су направљени помоћу гипсаних калупа, а плафонски блокови с фасцијама су направљени помоћу дрвених калупа. Да би уштедео новац, Рајт није користио столарију у кући.
Иако је Вестхоуп изграђен с парним радијаторима, првобитно није имао систем за хлађење; када је додат систем за хлађење, канали су сакривени иза решетки; Грејни отвори и осветљење су сакривени иза декоративних блокова с перфорираним шарама. У кући постоји пет камина, поред модерног намештаја из средине века и столица инспирисаних неким од других Рајтових пројеката. Део намештаја је сличан комадима које би Рајт пројектовао за Џона Незбита у кући Енис 1942. године. Рајт је првобитно планирао да конструише намештај од материјала Met-L-Wood, који се састоји од дрвета с алуминијумским плочама са обе стране, али је Џоунс известио да је овај материјал неудобан. Иако већина намештаја од Met-L-Wood-а није израђена због прекорачења трошкова током изградње, Рајт је пројектовао ормар, полице за књиге, као и радни сто и столицу за Џоунсову радну собу.

#### Просторије
Простори су распоређени по отвореном плану, преливајући се један у други и пресецајући се под углом од 90 степени. Први спрат укључује заједничке просторе, као што су фоаје, дневни боравак, трпезарија, соба за игре, соба за рекреацију и кухиња. Фоаје, степениште, трпезарија и кухиња груписани су унутар крстасте просторије у једном углу првог спрата. Изван ње се простире дневни боравак. Дневни боравак има прозоре пуне висине и назива се „соба-фењер”; назив је добила по томе што је ноћу изгледала као да светли попут фењера. Источни зид дневног боравка окренут је ка улици и краћи је, без надстрешница изнад њега. Западни зид дневног боравка гледа на базен куће и налази се у сенци надстрешнице. Када је кућа изграђена, западни зид је такође имао спољашњу лођу.
Трпезарија, окружена са свих страна другим просторијама, има мокри бар и два кухињска острва. Поред кухиње и мало испод дневног боравка налази се спуштена породична соба или соба за билијар. И соба за билијар и улазни фоаје имају стаклене конзерваторијуме који се протежу у дворишта куће. Две спаваће собе (укључујући главну спаваћу собу), два купатила и радна соба налазе се на првом спрату поред заједничких простора. Ове собе се налазе у једном углу дневног боравка, док су соба за послугу и гаража дијагонално преко пута дневног боравка од спаваћих соба. Остала купатила и спаваће собе налазе се на другом спрату, док се изнад другог спрата налази осматрачница.

## Историја
Између 1923. и 1924. године, Рајт је пројектовао четири куће од текстилних блокова у Калифорнији, од којих три готово истовремено. Ове зграде су прокишњавале због недостатака у бетону који је коришћен за израду сваке од калифорнијских кућа. Након што је завршио калифорнијске куће, Рајт је повремено користио бетонске блокове заједно с другим методама градње, у зградама као што је Хотел Аризона Билтмор.
Ричард Лојд Џоунс био је шест година млађи од Рајта. Током 1900-их и 1910-их, Џоунс је радио у разним новинама, у једном тренутку је био власник Wisconsin State Journal-а пре него што је постао издавач Tulsa Tribune-а 1919. године. Џоунс и Рајт су имали различите личности и често су упућивали саркастичне опаске један другом, али су били блиски пријатељи. Рајт је већи део свог живота био у дуговима, а његово финансијско стање је било још несигурније током Велике депресије, док је Џоунс био нешто финансијски успешнији. Џоунс је желео да ангажује Рајта не само да би свом рођаку у невољи дао нешто новца, већ и да би обезбедио дом за себе, своју жену и њихово троје деце (Ричарда Млађег, Џенкина и Флоренс). Након тога, Џоунс и његова породица су купили око 1,6 хектара на брду у близини реке Арканзас у Талси.

### Развој

#### Рани планови
Рајт је неформално разговарао о плановима за кућу с Џоунсовима током 1928. године. Према Џоунсовом сину Џенкину, Рајт је првобитно скицирао „пространу” кућу од дрвета и малтера с готово равним кровом, која је окруживала двориште; списатељица Мерил Сикрест је навела да би такав дизајн био у складу с Џоунсовим укусом и сличним кућама у Оклахоми. Насупрот томе, писац Роберт Свини каже да су Рајтови оригинални цртежи предвиђали зграду са стрмим кровом преко једног дела, распоређену на мрежи троуглова од 30-60-90 степени. У новембру 1928, Рајт је написао посебно оштро писмо Џоунсу, описујући га као „пуританца и порезника најгоре врсте”, а Џоунс је написао љутит одговор на девет страна.Secrest 1998, стр. 364–365.</ref> Након ове свађе, Џоунс је писао Рајту, детаљно описујући шта жели у новој кући.< Џоунс је навео да кућа треба да има дневни боравак, трпезарију, собу за билијар, радну собу, пет спаваћих соба и гаражу за четири аутомобила. Првобитни буџет се различито наводи као 30.000 или 40.000 долара.
Џоунс је у почетку био невољан да користи текстилне блокове, јер је чуо да су склони прокишњавању, али га је Рајт уверио да ће се за водоотпорност користити два слоја бетонских блокова.Рајт је радио на плановима у пустињском кампу Окотиљо у Аризони почетком 1929, а Џоунсова супруга га је неколико пута консултовала током тог периода.Secrest 1998, стр. 365–366.</ref> По први пут у својој каријери, Рајт је одлучио да нацрта аксонометријске пројекције, с цртежима у пресеку куће. Током тог времена, рад на пројекту је углавном стагнирао, иако је Џоунс дао Рајту аванс од 1.000 долара. Џоунс је такође послао Рајту четири сета скица, које је Рајт углавном игнорисао. У то време, Џоунс је имао буџет од 50.000 долара. Рајт се мучио да одржи пустињски камп Окотиљо оперативним до априла 1929, па му је Џоунс дао нешто новца, често праћено саркастичним опаскама. Џоунс је на крају послао већину Рајтовог архитектонског хонорара од 5.000 долара за кућу.
Џоунс је неколико пута тражио од Рајта да му пошаље детаљне скице плана спрата, али Рајт то првобитно није учинио, јер обично није прво скицирао планове спратова. Рајтови првобитни планови укључивали су мало карактеристика које је Џоунс тражио.Secrest 1998, стр. 369. Планови су предвиђали грађевину распоређену на дијагоналној мрежи, с ромбоидним стубовима и неколико соба са стакленим зидовима, и требало је да постоји стакленик познат као „Бисорум”, по Џоунсовој ћерки Флоренс (такође познатој као Бисер), која је волела биљке. Уместо да користи стил мајанског препорода, као у својим претходним пројектима с текстилним блоковима, Рајт је одлучио да нагласи вертикалне детаље дизајна Џоунсове куће, с наизменичним стакленим пољима и бетонским стубовима. Иако се Џоунсу допао првобитни дијагонални план спрата, није мислио да је изводљив за стамбену зграду, што је и рекао Рајту тог јуна. Рајт је ревидирао планове и наставио да тражи додатни новац од Џоунса до средине 1929, док је Џоунс био у Европи.Secrest 1998, стр. 368–369.</ref> До тог октобра, Џоунс је био невољан да да Рајту више новца, јер је сматрао да Рајт користи новац за финансирање шпекулативних развојних пројеката уместо да га користи за покривање својих дугова.

#### Ревидирани планови и изградња
Рајт је поново нацртао планове на основу квадратне мреже, а не хексагоналне, иако је задржао општи распоред. Џоунсу су се и даље свиђали планови, али је био неодлучан у вези с дизајном фасаде, говорећи да би бетонски стубови ометали поглед на планину Турска. Рајт је одговорио да би кућа морала да се редизајнира ако би требало да се прилагоди видицима које је Џоунс желео. Рајт је на крају прихватио још један Џоунсов захтев, заменивши положаје собе за билијар и трпезарије. План је такође морао да се прилагоди јер се Рајтови цртежи нису уклапали у локацију. Рајт је претпоставио да ће кућа бити изграђена на платоу, али је на једном углу постојала падина, што је значило да би гаража и спаваће собе за послугу изнад ње биле 10 ft (3,0 m) изнад земље. Усред Велике депресије, Вестхоуп је био један од малобројних Рајтових пројеката који су изграђени током раних 1930-их.
Од самог почетка, Рајт је желео да његов рођак ангажује Пола Милера, који је претходно изградио неколико других Рајтових пројеката,Saint 2003, стр. 162–163. као главног извођача радова за кућу Џоунс.Saint 2003, стр. 165.</ref> Требало је неколико месеци да се Милер и Рајт договоре о процењеним трошковима изградње, али је Милер, који је очајнички тражио посао, на крају пристао да преузме посао. У то време, Џоунс је навео да не жели да потроши више од 75.000 долара на изградњу, док је Рајт говорио Александру Џ. Чендлеру — инвеститору из Аризоне с којим је пословао — да ће кућа коштати око 100.000 долара. Милер је пристао на буџет за изградњу од 72.500 долара и преселио се у Талсу у јулу 1930. Дозвола за изградњу куће издата је тог септембра, а Милер је ангажован као главни извођач радова. Рајт је и даље консултовао Џоунса како би финализовао детаље дизајна 1931. године, када је буџет за изградњу порастао на 80.000 долара. Милер је пројектовао бетонске блокове, експериментишући с бетоном како би пронашао мешавину која би била отпорна на прокишњавање. Коришћена су најмање три типа калупа за израду блокова: метални калупи са шаркама за спољне блокове, и дрвени или гипсани калупи за унутрашње блокове. Архитекта Брус Гоф, млади Рајтов шегрт, касније је приметио да су блокови израђени у много различитих величина.
Због Рајтових новчаних проблема, није имао лабораторију, па је експериментисао с карактеристикама дизајна док је радио на кућама својих клијената, користећи нови дизајн крова за Џоунсову кућу. Према Џенкину, Милер је потрошио већи део аванса од Џоунса да би отплатио своје дугове, и остао је без новца на пола пројекта, што је довело до привременог заустављања изградње. Једна прича каже да је Милер дошао у Џоунсову канцеларију „у сузама” када је остао без новца; иако је Џоунс пристао да не предузима мере против Милера, био је приморан да потроши додатних 20.000 долара због кашњења.Saint 2003, стр. 166. Прекорачење буџета било је типично за Рајтове пројекте, и Џоунс је на крају платио преко 100.000 долара. Зидови куће су били изграђени до другог спрата до јануара 1931, а зграда је у великој мери завршена до августа. До тада, Џоунс је био исцрпљен кашњењима, до те мере да је губио интересовање за кућу (осећај који су изразили и неколико Рајтових клијената из Калифорније). Милер никада више није изградио ниједну зграду за Рајта.

### Употреба од стране Џоунса
Завршена кућа била је позната као Вестхоуп у знак сећања на Џоунсовог оца. Џоунсови су своју кућу украсили азијским комадима, укључујући кинеске порцелане и бронзе, као и панел спасен из јапанске зграде након великог Канто земљотреса 1923. године. Кућа је извор често понављане анегдоте о Рајтовим крововима који прокишњавају. Према овој анегдоти, Џоунс је једном позвао Рајта усред олује да се пожали да му кров прокишњава на сто, а Рајт је наводно одговорио: „Ричарде, зашто не помериш свој сто?” Џорџија Џоунс је наводно рекла као одговор: „То је оно што добијемо када оставимо уметничко дело на киши.” Новинар Брендан Гил је написао да се Џоунсу наводно свидела кућа упркос прокишњавању, док други извори наводе да се Џоунсовима није свидела. Рајт је намеравао да кућа издржи торнада у Оклахоми; убрзо након што је кућа завршена, наводно је преживела торнадо који је погодио Талсу.
У раним годинама куће, Џоунсови су угошћавали госте као што је авијатичар Луис Јенси, као и венчање двоје локалних становника 1937. године. Кућа је такође била домаћин састанака за локалне групе, као што су поподневни чајеви, церемоније доделе награда за Талса трибјун, и састанци братстава и сестринстава. Многи догађаји за сестринство Капа Капа Гама одржани су у кући, пошто је Џорџија Џоунс некада била национална председница тог сестринства. Архитекте су такође путовале до куће из целог света. До 1950-их, сво троје Џоунсове деце су се одселили и основали своје породице, али су често посећивали родитеље.

### Продаје у касном 20. веку
Џоунс је умро у својој кући 1963. године. Његова удовица, којој се Вестхоуп никада није свиђао, продала га је локалном архитекти М. Марију Макану; извори се не слажу да ли је Макан купио Вестхоуп 1964. или 1965. године. Након што је купио Вестхоуп, Макан га је реновирао. Уградио је клима-уређај, с вентилационим решеткама направљеним по узору на решетке које је Рајт првобитно пројектовао за кућу, а реновирао је и кухињу. Макан је за Талса ворлд 1969. године изјавио да се често враћао с пословних путовања и затицао људе како чекају испред његових врата, тражећи обилазак куће. Након залагања Макана, кућа је додата у Национални регистар историјских места у априлу 1975. године.
Карен и Дон Нелсон купили су Вестхоуп 1982. и након тога га поново реновирали. Кућа је поново продата око 1987–1988. године психијатру Двајту Холдену, који се уселио у кућу са својом супругом Сандром, њихове две ћерке и неколико кућних љубимаца након што су тражили да купе кућу у близини. Према Холдену, посетиоци су често пролазили поред куће или зато што су мислили да је то банка или музеј, или зато што су били заинтересовани за саму кућу. Холден је такође тврдио да су трошкови комуналија били високи и да је морао да мења сијалице сваке недеље јер је кућа имала десетине сијалица, које су се стално квариле.

### Власништво Тајсонових и Прајса
Кућа је стављена на продају 1992. и следеће године је продата Барбари Тајсон, чланици породице која је основала Тајсон Фудс, која ју је обновила. Током ове деценије, кућа је била домаћин догађаја као што је састанак Националне асоцијације гувернера 1993. године, као и архитектонска конференција 1997. којој је присуствовао Рајтов унук Ерик Лојд Рајт. Кућа је и даље била у власништву породице Тајсон и 2010-их, а Фондација за архитектуру Талсе залагала се да кућа буде отворена за јавност барем повремено. У то време, кућа је била затворена за јавност, иако су многи желели да је посете. Власници су живели у Арканзасу и нису одговарали на захтеве потенцијалних посетилаца. Као резултат тога, организација за очување, Preservation Oklahoma, лобирала је да се Вестхоуп дода на њену листу најугроженијих историјских локалитета у држави 2014. године. Вестхоуп је поново додат на листу угрожених историјских локалитета Preservation Oklahoma 2018. године. Грађевину је у октобру 2021. купио инвеститор Стјуарт Прајс, који је платио 2,5 милиона долара. Иако је Прајс желео да користи Вестхоуп као своју личну резиденцију, наставио је да живи у својој претходној кући. У то време, Вестхоуп је био напуштен неколико година и била му је потребна рестаурација. Прајс је извршио опсежне реновације, укључујући поновну хидроизолацију и поправку напуклих блокова. Уклонио је тепихе који су били додати на неке подове, и поново је окречио зграду и уредио пејзаж. Након што је Прајс реновирао Вестхоуп, изнајмљивао га је за састанке, као што су донаторске вечери за Балет Талсе. Кућа је такође била домаћин приватних догађаја, као што је вечера коју је глумица Софија Буш приредила пре свог венчања 2022. године.
Кућа је стављена на продају у априлу 2023. за 7,995 милиона долара. Чим је оглас објављен, привукао је велику пажњу људи широм Сједињених Држава, као и филмских компанија које су желеле да тамо снимају филмове. Ипак, пошто се није појавио купац, Прајс је ангажовао Сотби'с да је прода на аукцији у новембру 2023, пре него што је одлучио да откаже планирану аукцију. Кућа је поново стављена на продају у априлу 2024, када је агент за некретнине преполовио тражену цену на 4,5 милиона долара. Тада је била трећа најскупља кућа на продају у Талси. Кућа и даље није нашла купца, упркос значајној пажњи, и Прајс је поново разматрао да је користи као своју личну резиденцију. У фебруару 2025, Вестхоуп је поново стављен на продају за 3,5 милиона долара.

## Пријем
Када је кућа развијена, понекад је била позната као „стаклена кућа” због свог дизајна. Џенкин Лојд Џоунс се сећао да су комшије биле збуњене њеним дизајном, па им је Ричард рекао да би требало да буде фабрика киселих краставаца. Ројал Кортисоз је писао за Њујорк хералд трибјун да сматра да се не разликује од друге Рајтове архитектуре. И Кортисоз и новинар Брендан Гил приметили су да кућа има осећај налик затвору, а Гил ју је назвао „чудном грађевином”. Роберт К. Тумбли је кућу окарактерисао једноставно као „катастрофално ружну”, док је Мерил Сикрест описала дизајн Вестхоупа као „мешовито достигнуће”, рекавши да је Рајтов близак однос с Џоунсом утицао на квалитет дизајна куће, јер је Рајт најбоље радио када је био остављен на миру. Насупрот томе, Талса ворлд ју је описао као „заиста једну од највећих знаменитости Талсе” (заједно с арт деко зградама у Талси), док је The Daily Oklahoman рекао да кућа „одржава израз Рајтове органске архитектуре”. Писац за The Kansas City Star описао је кућу као „фини пример” архитектонског стила „цик-цак”. Неки коментари су се фокусирали на дизајн зидова. Историчар Хенри-Расел Хичкок је написао да дизајн фасаде ни издалека не личи на традиционални зид, називајући га „параваном од густо распоређених стубова између којих простор [...] слободно тече”. Према архитектонском критичару Кенету Фремптону, Рајт је одбацио зидове без прозора „у корист наизменичног узорка стубова и прореза који је истовремено претерано чврст и празан”. Писац Роберт Свини је написао да разлике између Вестхоупа и Рајтових калифорнијских кућа означавају архитектонски помак ка филозофији дизајна инспирисаној интернационалним стилом. Џоунсова ћерка Флоренс била је критична према дизајну, описујући његове вертикалне архитектонске детаље као неприкладне за величину зграде, и говорећи да дизајн зграде чини унутрашњост рањивијом на температурне екстреме.